# Герб Ставропольского края
Герб Ставропольского края — официальный символ Ставропольского края. Принят 15 мая 1997 года. В Государственный геральдический регистр Российской Федерации не внесён. 

## Описание
Согласно краевому закону о гербе, он представляет собой геральдический щит с обрамлением. Геральдический щит разделён по горизонтали на две части. В верхней половине на голубом фоне помещён главный элемент исторического герба Ставропольской губернии, утверждённого в 1878 г., — на вершине серебряной горы изображение крепости, к воротам которой ведёт дорога. Над воротами изображение пентаграммы (пятиугольник) как символа защиты и охраны. В нижнем поле щита на синем фоне золотым цветом изображена карта Ставрополья. В левой части карты, на месте расположения города Ставрополя, изображение прямого креста белого цвета. От него влево и вправо прочерчена линия, обозначающая сорок пятую параллель северной широты, на которой расположен город Ставрополь и которая пересекает территорию края. Щит обрамлён венком из листьев дуба и пшеничных колосьев. Венок переплетён лентой с цветовой гаммой Государственного флага Российской Федерации. Композицию венчает изображение двуглавого орла — главной фигуры Государственного герба Российской Федерации.
Устанавливаются следующие пропорции герба:
- отношение ширины щита к его высоте 9:11
- отношение ширины щита к ширине обрамления 9:16
- отношение высоты щита к наибольшей высоте обрамления 11:20.

## История

Герб Ставропольской губернии 1878 года